# 엑스 (2014년 영화)
《엑스》(영어: Burying the Ex)는 미국의 2014년 좀비 코미디 영화이다. 조 단테이가 연출하고, 안톤 옐친, 애슐리 그린, 알렉산드라 다다리오, 올리버 쿠퍼 등이 출연하였다. 제71회 베네치아 국제 영화제에서 상영되었다.

## 줄거리
미인 에벌린은 유기농에 집착하며 자기 멋대로인 성격이지만 자그마한 공포물 관련 수집 가게를 굴리는 별 볼 일 없는 남자친구 맥스를 진심으로 좋아한다. 
맥스는 어느 날 사탄 형상의 지니 장식품을 배송받는다. 이 제품에는 사탄 지니는 당신이 소원하는 모든 것을 사악한 방식으로 들어준다는 설명이 달려있다. 그 앞에서 맥스와 에벌린이 우리는 언제나 영원히 함께 할 거라고 말하는 순간 사탄 지니에서 신비한 연기가 솟고 눈이 번쩍인다. 
이후 에벌린은 교통 사고로 맥스의 눈앞에서 급작스럽게 사망한다. 슬픔에 잠겨 홀로 극장에서 캣 피플, 나는 좀비와 함께 걸었다를 보고 나오던 맥스는 일전에 에벌린이 괜한 질투로 공격했던 아이스크림 가게 주인 올리비아를 마주친다. 마침 올리비아도 애인이랑 헤어진 참이라 두 사람은 가까워지기 시작한다. 
그러나 에벌린이 좀비가 되어 돌아오더니 우린 두 번째 기회를 얻은 거라고 말하며 전처럼 맥스와 연인 사이로 지내려고 한다. 에벌린은 맥스와 반강제로 잠자리를 가지려다가 방부 처리에 쓰였던 액체를 토하는 등 좀비로서의 특성을 드러낸다.
맥스는 두려움에 떨며 소금, 셀러리, 파슬리, 투구꽃, 금루매 등으로 만든 가루를 뿌리며 주문을 외워보지만 소용이 없고, 에벌린이 요가를 할 때 야구 방망이로 치려고 계획하지만 차마 실행에 옮기지 못한다. 그 와중에 올리비아와 관계가 진척되어 잠자리를 갖는 사이 에벌린은 맥스의 슬래커 남동생 트래비스를 잡아먹는다.
맥스가 바람을 피운 걸 알게 된 에벌린은 아이스크림 가게에서 올리비아를 납치해온다. 맥스는 에벌린을 설득하려다가 실패하고 죽음의 위기에 몰리지만 트래비스가 좀비로 되살아나 에벌린을 끝장내고 다 같이 에벌린을 묻는다.
일 년 뒤 맥스는 올리비아에게 약혼 반지를 내밀고 올리비아는 이를 기쁘게 받아들인다. 좀비 트래비스는 길거리에서 가게를 홍보하는 중이다.

## 출연
- 안톤 옐친 - 맥스 역
- 애슐리 그린 - 에벌린 역
- 알렉산드라 다다리오 - 올리비아 역
- 올리버 쿠퍼 - 트래비스 역
- 아치 한 - 척 역
- 마크 앨런 - 고스 바텐더 역
- 개브리엘 크리스천 - 코코 역
- 민디 로빈슨 - 민디 역
- 딕 밀러 - 딱딱한 경찰 역
- 스테퍼니 케이니그 - 켄드라 역

## 수상 목록
- 2014년 제71회 베네치아 국제 영화제 비경쟁 부문
- 2014년 제16회 리우데자네이루 국제 영화제 미드나이트 무비스
- 2015년 제33회 브뤼셀 국제 판타스틱 영화제 공식 초청
- 2016년 제23회 제라르메 국제 판타스틱 영화제 비경쟁 부문
- 2016년 제42회 새턴상 수상 최우수 DVD/BD (조 단테이)

## 같이 보기
- 라이프 애프터 베스